# Bataille de Pastrengo
première guerre d'indépendance italienne
Batailles
- Cinq journées de Milan
- Pastrengo
- Santa Lucia
- Vicence
- Cornuda
- Curtatone et Montanara
- Goito
- Custoza
- Milan
- Novare

La bataille de  Pastrengo est un épisode de la première guerre d'indépendance italienne. Elle se déroule le 30 avril 1848 lorsque le roi de Sardaigne, Charles-Albert, lance le IIe corps d'armée de l'armée sarde à l'assaut des positions que l'armée autrichienne du  feld-maréchal Joseph Radetzky occupe sur la rive droite de l'Adige au nord de Vérone.

## Le contexte

### Le déclenchement des hostilités
Le 18 mars 1848, l'insurrection dite « des cinq journées de Milan » commence, le commandant de l'armée du royaume lombard-vénitien, Radetzky ne réussit pas à la mater et est contrait d'abandonner Milan après cinq jours de combats. Des manifestations se produisent dans plusieurs villes du royaume et à Côme, la garnison se rend aux insurgés.
Le jour qui suit l'évacuation de Milan, Charles-Albert déclare la guerre à l'Autriche et traverse le Tessin.

### Les forces sardes
L'armée comprend deux corps d'armée, le Ier confié à Eusebio Bava, avec la division Broglia et Federici, le IIe à Hector Gerbaix de Sonnaz, avec la division d'Arvillars et Ferrere ; de plus une division de réserve confiée au prince héritier Victor-Emmanuel, et un important corps d'artillerie  confié au duc de Gênes, et de génie, confié à Agostino Chiodo. Carlo Canera di Salasco est le chef d'état-major mais dans les faits totalement aux ordres du roi.

### La libération de la Lombardie

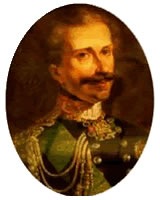
Charles-Albert de Sardaigne

L'avant-garde traverse le Tessin le 25 mars alors que Charles-Albert est à Pavie le 29 ; le 31, il prend son quartier général à Lodi. Le 4 avril, il tient un conseil de guerre à Crémone et le 5 il rejoint Bozzolo pendant que le Ier corps d'armée de Bava se rapproche de l'Oglio.
La possibilité de prendre Mantoue se fait jour mais plusieurs reconnaissances signalent le renforcement des positions autrichiennes, aussi Charles-Albert décide de traverser le Mincio en direction de Vérone.
Le 8 avril la 1re division du Ier corps d'armée de Bava force le passage sur le pont de Goito, obligeant les défenseurs de la brigade Wohlgemuth (en) à reculer à Pozzolo et Valeggio où est concentré le gros de l'armée. Le 9 avril, la 3e Division de Broglia, du IIe corps de Sonnaz, affronte les Autrichiens à Monzambano ; le lendemain, elle occupe ce pont et le suivant, elle est à Borghetto-Valleggio. Après quoi, l'armée sarde s'arrête en attente des régiments qui marchent depuis le Tessin et des troupes alliées (Grand-duché de Toscane, États pontificaux, Royaume des Deux-Siciles).

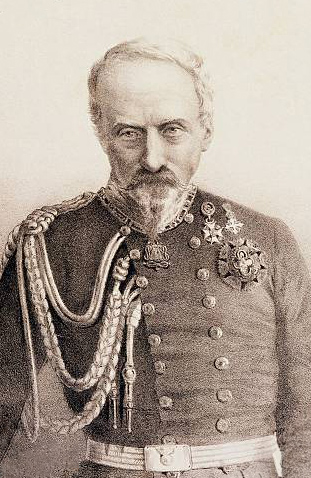
le général de Sonnaz

La 13 avril le siège de Peschiera del Garda commence. Le 26 le gros de l'armée sarde passe le Mincio par les trois ponts conquis deux semaines auparavant, avec un mouvement vers le nord-est. Plus au sud, le Ier corps de Bava entre par Valeggio et avance à travers Custoza et Sommacampagna, créant une tête de pont à Sona ; plus au nord le IIe corps de Sonnaz passe à Monzambano et avance jusqu'à Castelnuovo del Garda, puis libère en combattant Colà et Sandrà, les 28 et 29 avril.
L'armée sarde est disposée avec, sur la gauche, Peschiera del Garda et en face, une ligne Pacengo – Colà – Cavalcaselle – Sandrà – Palazzolo – Sona. Charles-Albert établit son quartier général à Sommacampagna. La division de réserve reste en arrière entre Oliosi et Sommacampagna pour protéger les arrières de l'armée.
L'objectif de l'avancée est essentiellement de couper les communications entre la forteresse assiégée de Peschiera et Vérone. Pour faire cela, il est nécessaire de libérer les positions que Radetzky a laissé sur les collines de Bussolengo et Pastrengo.
Celles-ci sont destinées à protéger la route qui, sur la rive gauche de l'Adige, relie Vérone à Trente et de là au Tyrol. Une telle route, plus que Peschiera, est essentielle pour tenir Vérone et à son tour la clef des territoires autrichiens dans le Royaume lombard-vénitien.
À la nouvelle du passage en force de Mincio, Radetzky a détaché trois bataillons pour chacune des deux collines et ordonné, le 29 une contre-attaque contre Colà, Sandrà et Santa Giustina, confié à Tagis mais repoussé par le IIe corps de de Sonnaz.

## La bataille

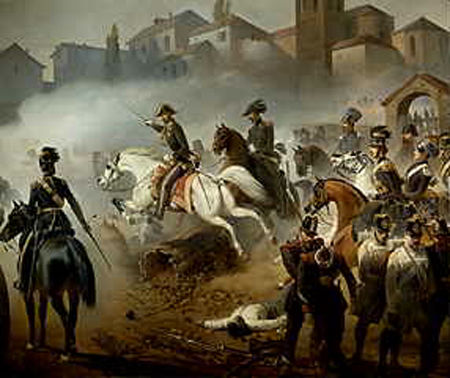
Épisode de la bataille

### Le plan de la bataille
Le soir du 29, Charles-Albert confie la charge de nettoyer les deux collines au IIe corps d'armée de Hector Gerbaix de Sonnaz.
Celui-ci divise les troupes, en tout 14 000 hommes et 36 canons, en trois colonnes :
- à gauche la brigade Piémont (plus un corps de volontaires de Plaisance, une compagnie de bersagliers et une batterie de campagne), confiée à Federici, avec un mouvement de Colà vers la droite autrichienne, sur les hauteurs de Colombare pour atteindre ensuite Pastrengo et ainsi couper la retraite vers le pont sur l'Adige à Sega ;
- au centre, la division Duc de Savoie (Brigade Cuneo, 16e régiment d'infanterie, une batterie de campagne, l'armée parmesane avec de l'artillerie), emmenée par le prince héritier, avec un mouvement frontal à travers Sandrà et le vallon du Tione (it), et de là passer par Bagnol et le mont le Bionde, pour rejoindre Federici et atteindre Pastrengo.
- sur la droite, la division Broglia (brigade de Savoie, deux compagnies de bersagliers, une batterie de position), avec mouvement de Palazzolo vers l'Osteria Nuova aux pieds de la colline de San Martino ; la grimper et se porter ensuite sur Bussolengo.

S'ajoute la réserve composée de la brigade Regina et de la cavalerie de Savoie, à Sandrà et le régiment de cavalerie de Novare, à Osteria dei Bosco sous Pastrengo.

### L'avancée
Federici avance jusqu'à Saline, qu'il rejoint à 10 heures 30 et où il reçoit l'ordre de suspendre son mouvement. Victor-Emmanuel reçoit les mêmes ordres alors qu'il traverse la zone marécageuse du Tione, vers Mirandola.
Deux heures après le mouvement reprend sur tous les fronts : Federici se range sur les positions qui lui sont attribuées et ouvre le feu sur la droite des Autrichiens les chassant du mont delle Brocche, et se déplace jusqu'à le Costiere ; Victor-Emmanuel sort du marécage accueilli par le feu des Autrichiens qui se trouvent sur la position dominante du mont Le Bionde. Il rejoint le mont Bolega, s'approchant de Bagnol, obligeant l'artillerie autrichienne à se replier, laissant l'infanterie à découvert.
Entre-temps Mario Broglia di Casalborgone qui est à découvert hors des collines est pris sous le feu des canons. Il rejoint l'Osteria Nuova et grimpe la colline de San Martino, suivi à distance de la cavalerie de Novare.

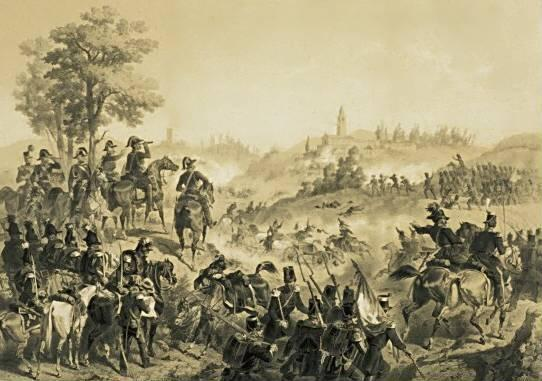
Charles-Albert en observation suivi de son escorte de carabiniers à cheval. Gravure de Stanislas Grimaldi de Puget

L'entière action est suivie de près par Charles-Albert qui se déplace de colline en colline suivi par son premier ministre Cesare Balbo, du ministre de la guerre Antonio Franzini et d'une escorte de 280 carabiniers à cheval (trois escadrons), en uniforme de parade commandés par le général-comte de San front. Charles-Albert choisit comme point d'observation la Vallina puis la colline le Bionde.

### La charge de  Pastrengo
À mi-route, la douzaine de carabiniers de l'avant-garde affronte une unité ennemie. Il est impossible de savoir quel est le risque couru par le souverain mais la réaction est rapide : San Front ordonne une charge suivie par Charles-Albert et l'état-major. la charge rompt et balaye l'ennemi de Le Bionde. En même temps Broglia envoie en renfort les chasseurs de la garde qui viennent de l'Osteria Nuova pendant que le 1er régiment d'infanterie attaque le mont San Martino et entre dans Pastrengo rejoint au centre par l'infanterie de Victor-Emmanuel descendu du mont Bolega, pendant que sur la gauche, Federici lance la brigade Piémont au-delà de le Costiere vers les positions autrichiennes à Piovezzano.

### La fuite des Autrichiens

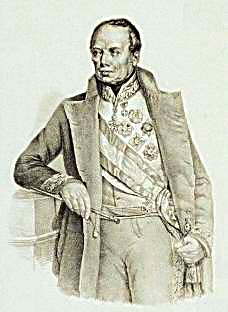
Le feld-maréchal Radetzky

En cette même matinée, alors que commence l'attaque de Pastrengo et Bussolengo, Radetzky a ordonné une action plus au sud, sur le flanc droit de la ligne sarde en lançant une petite colonne de  3 000 croates sur Sona et Sommacampagna, mais ils sont repoussés par la brigade Aoste de Claudio Seyssel d'Aix di Sommariva.
La garnison de Peschiera qui fait une sortie subit le même sort.
Le commandant autrichien Gustav Wocher (de) qui sur la colline de Pastrengo a une division de 7 000 hommes, tient aussi bien que possible le secteur et lance la cavalerie dans une contre-attaque. Désormais, les positions sont compromises et l'objectif est d'ouvrir une route pour se replier sur Vérone ce qui se produit vers 18 heures 30 lorsque la division traverse, en désordre, l'Adige sur des ponts de barques installés à  Ponton au nord de  Pastrengo et Piovezzano.
Il reste un bataillon autrichien à Bussolengo, qui le lendemain 1er mai, à l'apparition d'un important escadron de cavaliers, se retire aussi par un pont installé cette fois à Pescantina.
Au terme de cinq heures de combat, les pertes sardes sont peu importantes alors que Wocher laisse 1 200 hommes morts et blessés et 500 prisonniers. En effet comme dans les batailles de l'Antiquité, le moment le plus dangereux pour une armée se produit lors de la fuite.
L'erreur de Charles-Albert est de ne pas avoir su profiter de la situation en empêchant le passage de l'Adige qui est totalement à découvert. Il préfère réaliser une reconnaissance sur Vérone espérant peut-être le soulèvement de la population mais il emploie tellement de troupes que l'action se transforme en une bataille, heureusement pour lui victorieuse : la bataille de Santa Lucia.

## Source de la traduction
- (it) Cet article est partiellement ou en totalité issu de l’article de Wikipédia en italien intitulé « Battaglia di Pastrengo » (voir la liste des auteurs).